# Flindersia xanthoxyla
Flindersia xanthoxyla är en vinruteväxtart som först beskrevs av William Jackson Hooker, och fick sitt nu gällande namn av Karel Domin. Flindersia xanthoxyla ingår i släktet Flindersia och familjen vinruteväxter. Inga underarter finns listade i Catalogue of Life.